# Matthäuskirche (Gütersloh)
Die Matthäuskirche im Gütersloher Ortsteil Sundern ist eine 1986/87 als Oktogon erbaute Kirche. Sie ist das geistliche Zentrum für 5.800 Gemeindemitglieder aus den Stadtteilen Sundern, Kattenstroth und Spexard. Bei geöffneter Rückwand zum angeschlossenen Nebenraum fasst die Kirche 400 Menschen.
1955 entstand in Sundern ein Gemeindehaus, das nicht nur als Versammlungsraum, sondern auch als Gottesdienststätte genutzt wurde. Ende der 1960er Jahre wuchs mit der Zahl der Gemeindemitglieder der Wunsch nach einem eigenen Kirchengebäude. Ein Kirchbauverein unter dem Vorsitz des Verlegers Sigbert Mohn wurde gegründet. Trotz einiger Spendengelder konnte das geplante Projekt aber nicht verwirklicht werden.
Erst zwei Jahrzehnte später wurden die Pläne wieder aufgegriffen. Der Pfarrbezirk Sundern/Spexard zählte damals 4.000 Mitglieder. Der Architekt und Künstler Fritz Karl Wachtmann aus der Senne entwarf auf einer achteckigen Grundfläche eine „Kirche in Zeltform“, die sich direkt mit dem vorhandenen Gemeindehaus verband und am 27. März 1987 eingeweiht wurde.
Die Bauleitung lag in den Händen des Gütersloher Architekten Werner Honigmund (* 1933). Die Baukosten betrugen 750.000 D-Mark, von denen der Kirchenkreis Gütersloh 450.000 D-Mark und die Kirchengemeinde 80.000 D-Mark beisteuerte. 220.000 D-Mark konnte die Gemeinde an Spendengelder gewinnen.
Zur Ausstattung gehört neben einem Flügel eine Orgel der Firma Speith-Orgelbau, Rietberg. Das 1987 erbaute Instrument hat 16 Register auf zwei Manualen und Pedal, mechanische Traktur und Registratur.
Sehenswert sind die Buntglasfenster, die ebenfalls von Fritz K. Wachtmann entworfen wurden. Im Gemeindehaus wurde 2012 ein 1956 von Woldemar Winkler entworfenes und 1971 zugemauertes Buntglasfenster freigelegt, das das Gleichnis vom vierfachen Ackerfeld (Matthäus 13, 3–8) aufgreift.
2008 wurde nach Plänen des Architekten Reinhard Michel ein neues Gemeindehaus gebaut, das am 7. September des Jahres eingeweiht wurde.